# イヴァン・イリッチ (サッカー選手)
イヴァン・イリッチ（セルビア語: Иван Илић, Ivan Ilić、2001年3月17日 - ）は、セルビアのサッカー選手。ポジションはMF。

## 経歴

### クラブ
地元のFKフィリプ・フィリポヴィッチでサッカーを始めた。その後、レアル・ニシュを経て2016年にレッドスター・ベオグラードの下部組織に加入した。加入直後に3年のプロ契約を締結。2017年4月1日に行われたセルビア・スーペルリーガ28節・FKスパルタク・スボティツァ戦でスルジャン・プラヴシッチに代えて投入され、プロ初出場。クラブ史上最年少デビュー記録となり、そして21世紀生まれとして初めてセルビア・スーペルリーガに出場した選手となった。2017年夏、兄のルカとともにマンチェスター・シティFCに二人合わせて500万ユーロで移籍、18歳になるまでレッドスター・ベオグラードにレンタル移籍の形となった。10月の初めにはガーディアン紙が彼をマンチェスター・シティ EDSの新人で最も有望な選手として取り上げた。初めてのフル出場となったのは同年10月11日に行われたセルビア・カップのFKディナモ・ヴラニェ戦であった。

### 代表
2015年にU-14代表としてクロアチアで行われた2試合、クロアチア戦とアメリカ合衆国戦に出場した。同年11月にU-15代表に招集され、2016年まで出場した。2016年初めにはU-16代表に招集された。また同年U-17代表にも招集され、UEFA U-17欧州選手権2017に出場した。また、UEFA U-17欧州選手権2018予選にも参加、2017年10月21日に行われたノルウェー戦で得点を決めて本戦進出に貢献した。
2021年6月7日、ジャマイカ代表との親善試合でA代表デビュー。

## プレースタイル
左利きで元々は左サイドバックを務めていた。その後守備的ミッドフィールダーにコンバートされ、兄のルカとともにセントラルミッドフィールダーとして出場しコンビを組む事もあった。4-1-4-1のフォーメーションでの1ボランチを務める事も出来る選手である。身長は兄と同じく182cm。

## 家族
ニシュに生まれた。父親のスルジャン・イリッチは元サッカー選手で、母親のダニイェラ・イリッチは元バスケットボール選手。兄のルカ・イリッチは彼とともにマンチェスター・シティに加入したサッカー選手。

## 個人成績
| 2016-17  | レッドスター | 95       | スーペル   | 1        | 0        | 0          | 0          | 1        | 0        |
| 2017-18  | レッドスター | 95       | スーペル   | 0        | 0        | 1          | 0          | 1        | 0        |
| 2018-19  | ゼムン       | 21       | スーペル   | 16       | 3        | 0          | 0          | 16       | 3        |
| オランダ | オランダ     | オランダ | オランダ   | リーグ戦 | リーグ戦 | KNVBカップ | KNVBカップ | 期間通算 | 期間通算 |
| 2019-20  | NACブレダ    | 7        | エールステ |          |          |            |            |          |          |
| 通算     | セルビア     | セルビア | スーペル   | 17       | 3        | 1          | 0          | 18       | 3        |
| 通算     | オランダ     | オランダ | エールステ |          |          |            |            |          |          |
| 総通算   | 総通算       | 総通算   | 総通算     | 17       | 3        | 1          | 0          | 18       | 3        |

## 代表歴

### 出場大会
- セルビア代表
  - 2022 FIFAワールドカップ

### 試合数
- 国際Aマッチ 14試合 0得点（2021年-）[21]

| セルビア代表 | 国際Aマッチ | 国際Aマッチ |
| 年           | 出場        | 得点        |
| ------------ | ----------- | ----------- |
| 2021         | 2           | 0           |
| 2022         | 5           | 0           |
| 2023         | 7           | 0           |
| 2024         |             |             |
| 通算         | 14          | 0           |